# Stereodon reticulatus
Stereodon reticulatus là một loài Rêu trong họ Hypnaceae. Loài này được (Dozy & Molk.) Mitt. mô tả khoa học đầu tiên năm 1859.